# Vultur sur
Vulturul pleșuv sur (Gyps fulvus) este o pasăre răpitoare de zi de talie mare, din familia Accipitridae. Nu trebuie confundat cu vulturul lui Rüppell (Gyps rueppellii) sau cu vulturul himalayan (Gyps himalayensis). Este strâns înrudit cu vulturul cu spatele alb (Gyps africanus).
Arealul natural se întinde din Peninsula Iberică și Africa de Nord, prin Orientul Mijlociu, până în Asia Centrală și la poalele munților Himalaya. În secolul XX, aria de răspândire a speciei a scăzut semnificativ, în principal în Europa, Africa de Nord și Orientul Mijlociu. Acest lucru s-a datorat vânătorii, reducerii numărului de carcase disponibile și, cel mai important, otrăvirii secundare. Ținta otrăvirii erau prădătorii animalelor de fermă, dar vulturii au început să moară în număr mare ca urmare a ingerării cărnii otrăvite. Începând cu anii 1970, numărul vulturilor europeni a crescut încet datorită programelor de reintroducere (Franța, Italia, Bulgaria etc.) și a altor măsuri de conservare. Aproximativ 90% din populația europeană de vulturi se reproduce în Spania, care adăpostește aproximativ 30.000 de perechi de vulturi.

## Taxonomie
Descrierea oficială a vulturului sur a fost făcută de botanistul prusaco-rus Carl Ludwig Hablitz, care a numit specia Vvltvr fuluus în 1783. Hablitz a preluat numele speciei de la naturalistul francez M. J. Brisson, dar a transcris-o greșit ca fuluus și abia mai târziu autorii au corectat-o în fulvus. În 1809, zoologul francez Marie Jules César Savigny a introdus genul Gyps pentru a găzdui Gyps fulvus. Numele genului provine din greaca veche gups care înseamnă „vultur”. Numele generic fulvus provine din latină, în care înseamnă „galben-maroniu”.
Vulturul sur are două subspecii cu următoarea distribuție:
- G. f. fulvus (Hablizl, 1783) – Europa de Sud, Africa de Nord până în Asia Centrală
- G. f. fulvescens (Hume, 1869) – din Afganistan până în nordul Indiei

În cadrul subspeciei europene fulvus, există diferențe genetice semnificative între populațiile balcanică și cea iberică.

## Comportament

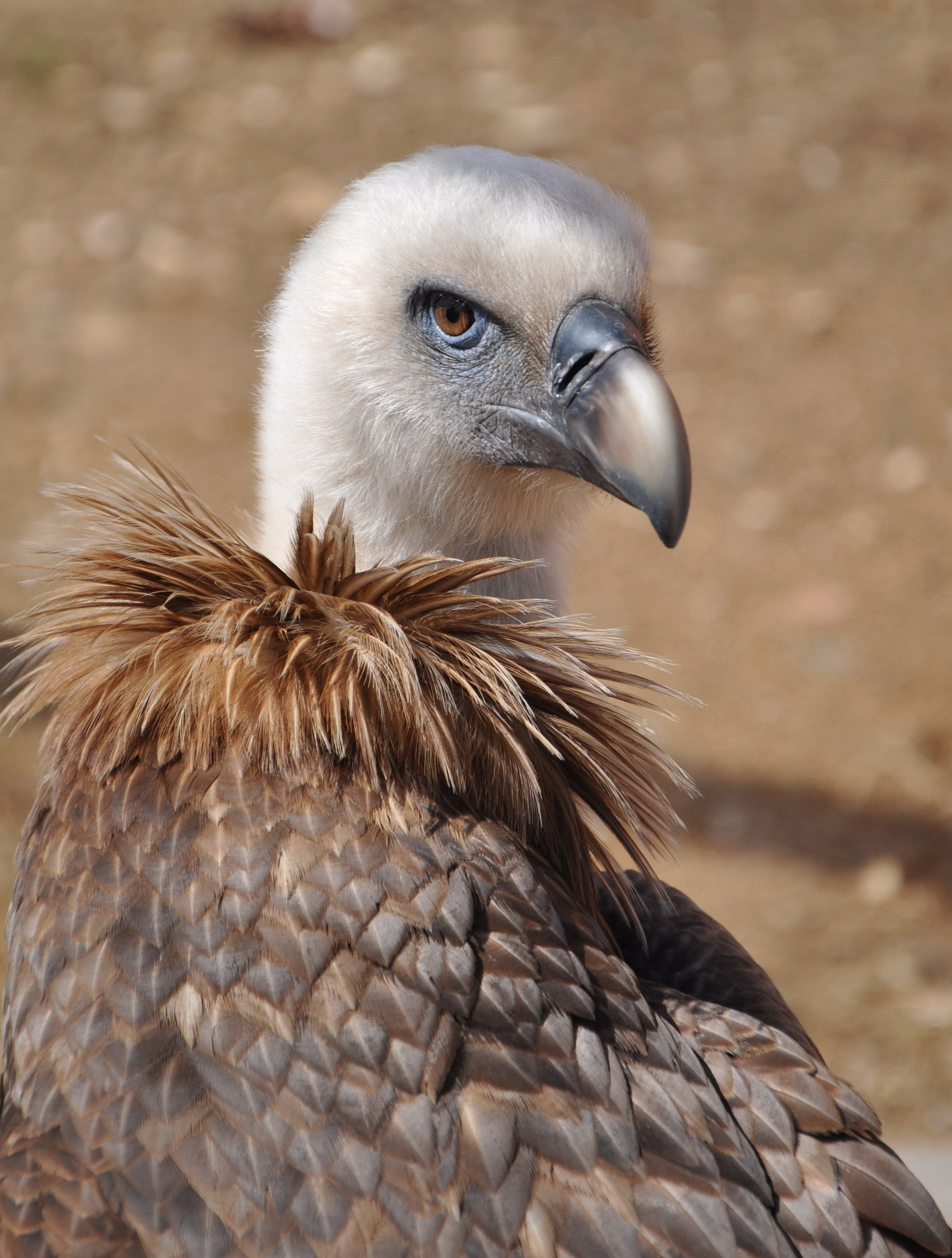
Cap de adult, grădina zoologică Rostov-pe-Don, Rusia

Ca și alți vulturi, este un necrofag, hrănindu-se în principal cu carcase de animale moarte pe care le găsește zburând deasupra zonelor deschise, adesea în stoluri. Durata de viață maximă înregistrată a vulturului sur este de 41,4 ani pentru un individ în captivitate.
Vulturul sur are nevoie de un peisaj deschis de mari dimensiuni, cu un număr suficient de mamifere medii și mari care să îi ofere hrană. Trăiește într-o varietate de habitate, de la zone deșertice și semideșertice până la platouri montane înalte și stânci de până la 3.000 metri. În principal, caută peisaje bogate geomorfologic, pline de canioane, munți stâncoși și câmpii alpine înalte. Disponibilitatea stâncilor (și, eventual, a copacilor maturi) pentru cuibărit și condițiile favorabile pe tot parcursul anului pentru zborul planat sub forma vânturilor calde și în rafale sunt, de asemenea, importante. Se reproduce în grupuri pe stânci, uneori chiar în copaci.
Este în principal o specie rezidentă, dar indivizii imaturi și neproducători pot zbura în mod regulat către destinații aflate la mii de kilometri distanță. Toamna, o serie de vulturi tineri și uneori adulți se îndreaptă spre sud și se întorc în primăvară. De exemplu, vulturii tineri din Spania tind să migreze toamna prin Gibraltar către Sahel, iar vulturii din Israel se îndreaptă către Africa de Est și sudul Arabiei. Vulturul sur se deplasează în aer în principal prin planare, pe care o alternează uneori cu o bătaie puternică a aripilor. La fel ca în cazul altor vulturi, planarea în cercuri este frecventă, intercalată cu o singură bătaie de aripă ocazională.
Vulturul sur este o pasăre care este expusă la schimbări extreme de temperatură. În zonele deșertice din vestul Palearcticii, poate trăi la temperaturi de până la 50 °C. Atunci când este așezat pe sol, temperatura este chiar și mai mare, iar în câteva minute de la zbor, vulturul poate ajunge la înălțimi unde temperaturile scad sub zero grade. Vulturii își folosesc capul chel ca mijloc de termoreglare atât la temperaturi extrem de scăzute, cât și la temperaturi extrem de ridicate. Schimbările de postură pot crește expunerea pielii goale de la 7% la 32%. De asemenea, s-a constatat că vulturii suri tolerează temperaturi corporale crescute ca răspuns la temperaturile ambientale ridicate. Permițând temperaturii interne a corpului să se modifice independent de rata metabolică, vulturii suri minimizează pierderea de apă și energie în termoreglare.

### Hrană

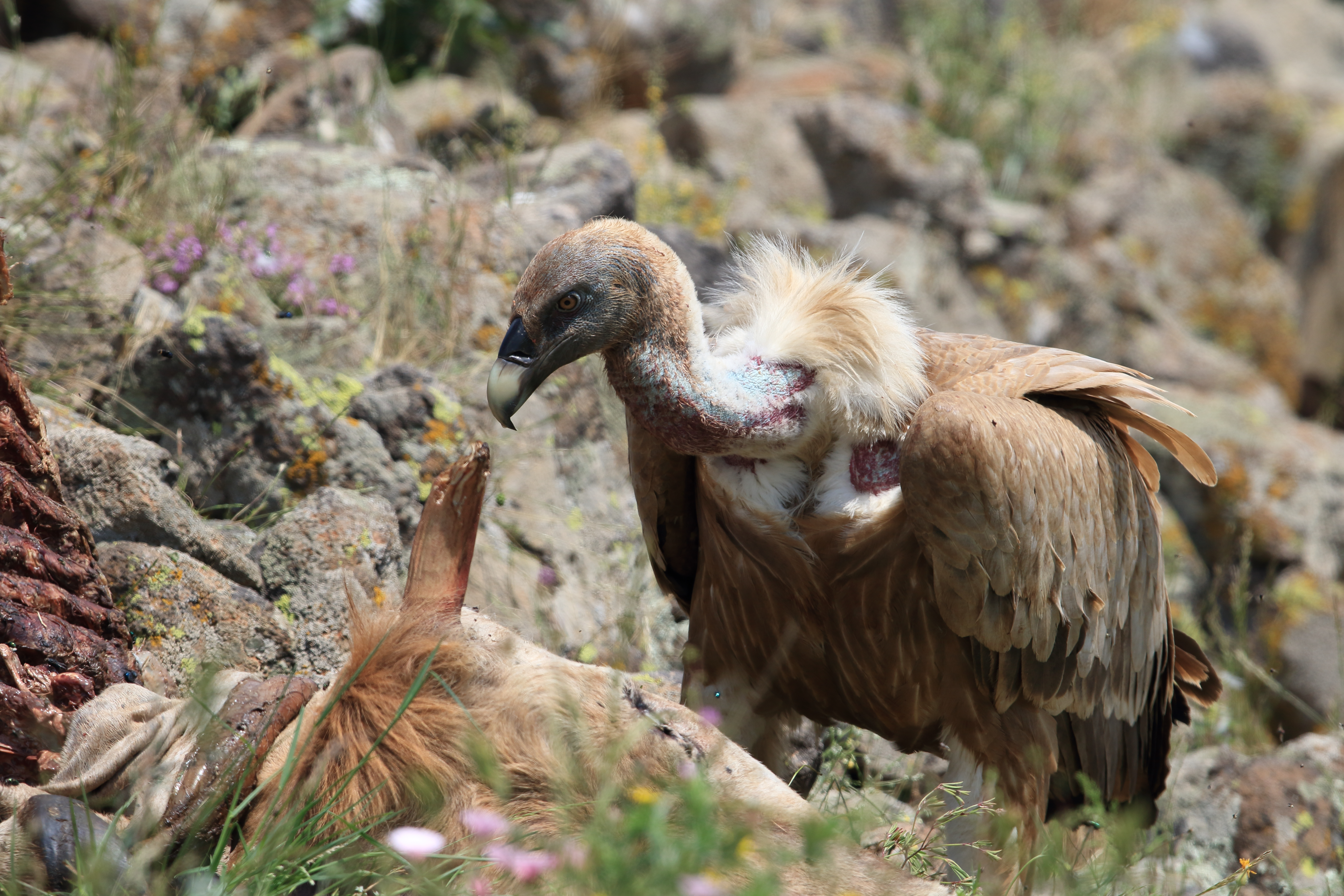
Vulturul sur hrănindu-se cu o carcasă

Se hrănesc exclusiv cu hoituri. Îi plac în special măruntaiele și alte părți mai moi, cum ar fi conținutul stomacului, inclusiv mâncarea deja descompusă. Se hrănește în special cu carcasele mamiferelor mari, cum ar fi capre, oi, cai, cămile, căprioare, iepuri sau vulpi. Rareori, poate devora și carcasa unui pește, rață sau cetaceu.  În Munții Rodopi din Bulgaria, 60% din dieta vulturilor a constat în animale ucise de prădători (lupul sau șacalul), 38% din carcase au murit din cauze naturale și 2% ca urmare a braconajului. Doar 13% din carcase erau animale sălbatice, restul fiind animale domestice.

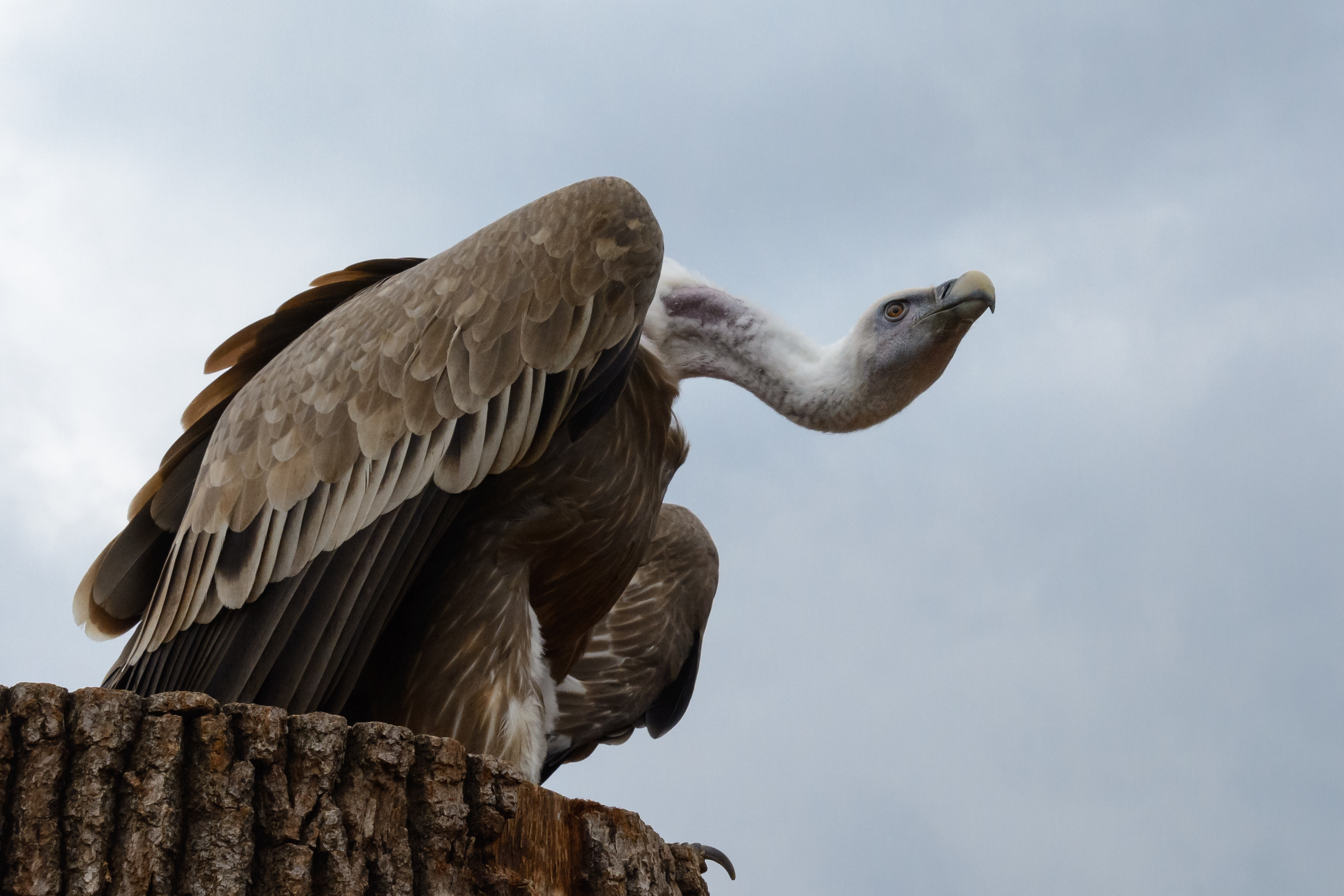
Gâtul lung este adaptat ecologiei sale; gâtul lung se potrivește bine în interiorul carcasei, iar penajul sărac ajută la termoreglare

Atunci când găsește un cadavru, vulturul sur îl taie de obicei cu ciocul său superior cârligat sau ciugulește în interiorul corpului prin anus sau altă deschidere, după care își înfige întregul cap în interiorul cadavrului și smulge măruntaiele. Nu de puține ori capul și gâtul sunt astfel pătate cu sânge roșu. Morfologia ciocului, a craniului și a vertebrelor este adaptată la acest tip de hrănire. Atât craniul, cât și primele două vertebre ale vulturului sur sunt lungi și înguste, permițându-i vulturului să-și introducă cu ușurință capul mult în carcasă. Mobilitatea gâtului și capacitatea acestuia de a încasa mușcături puternice sunt favorizate de musculatura foarte puternică a gâtului.
Vulturul sur caută cadavre folosind vederea, care este foarte bine dezvoltată în comparație cu alte păsări de pradă. De obicei, vulturul se învârte singur sau în grupuri restrânse deasupra peisajului, iar atunci când vede un cadavru, se năpustește asupra acestuia. Acest lucru poate atrage rapid alți vulturi din zonă. În cazuri extreme, zeci sau chiar sute de vulturi pot converge către o carcasă (au fost observate până la 300). Într-un grup de vulturi care se hrănesc cu hoituri, există o dominanță relativ clară a adulților asupra puilor în grupul de vulturi. Este destul de obișnuit ca un vultur să rămână fără hrană timp de mai multe zile. De obicei, cu cât un vultur n-a mănâncat de mai mult timp, cu atât zboară mai departe și se deplasează mai sus pentru a acoperi o suprafață mai mare și a-și crește șansele de a găsi un cadavru.

### Reproducere

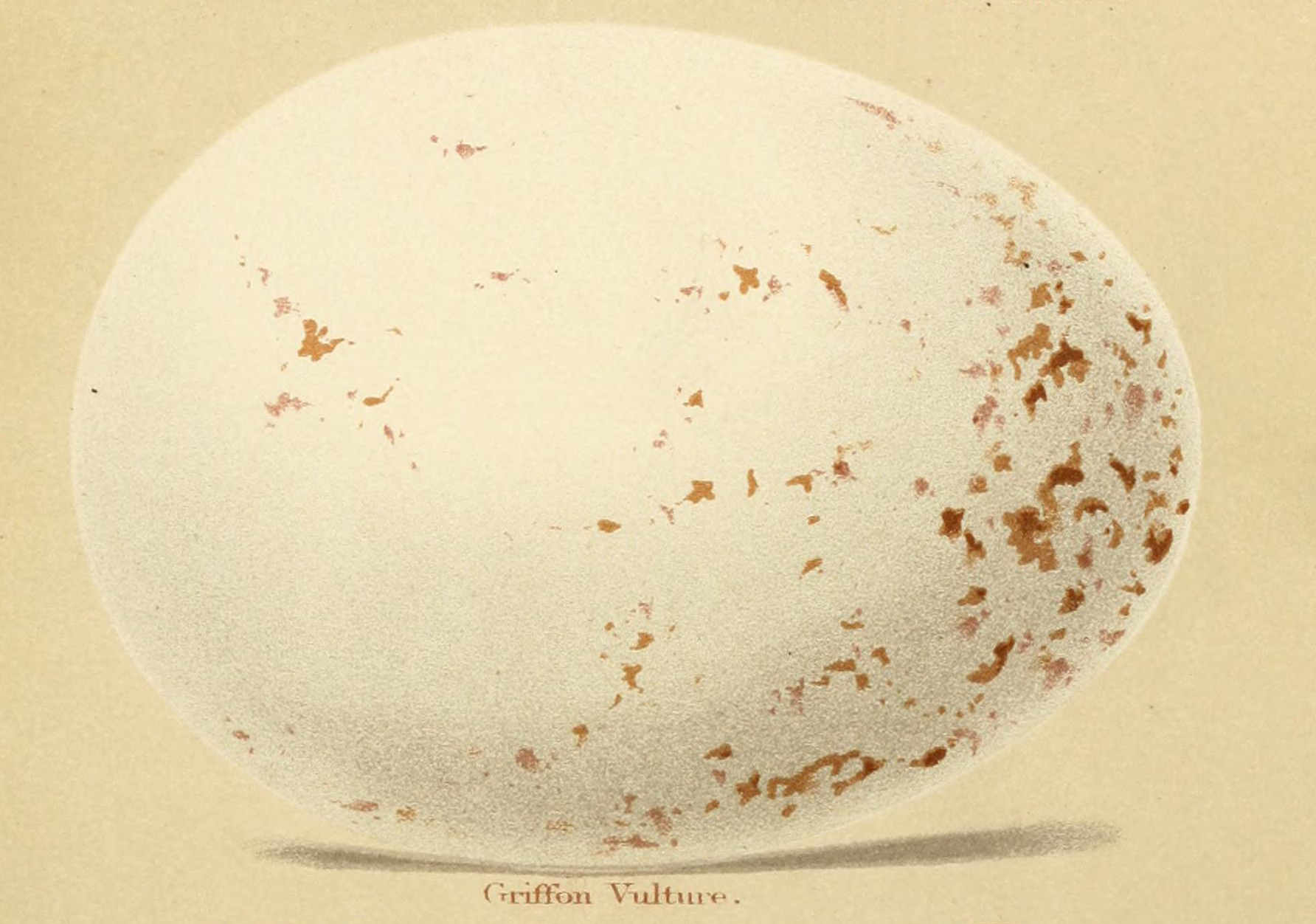
Ou de vultur sur

Sezonul de reproducere al vulturului sur se prelungește considerabil, iar momentul exact al reproducerii depinde nu numai de localizarea geografică, ci și de disponibilitatea hranei. Curtarea are loc undeva între mijlocul lunii septembrie și mijlocul lunii decembrie, iar depunerea ouălor are loc din noiembrie până la mijlocul lunii aprilie. Cel mai comun tip de curtare este zborul comun, în timpul căruia masculul și femela se învârt în aer, aproape unul de celălalt, uneori însoțiți de o altă pereche care le urmărește îndeaproape traseul.
Cuibăresc în colonii, care au de obicei 5-20 de cuiburi, dar pot fi mult mai mari, de până la aproximativ 150 de cuiburi. Cuiburile sunt de obicei situate pe stânci abrupte sau verticale, mai rar pe dealuri dau în copaci. Pe stânci, cuibărește în peșteri și pe cornișe acoperite și neacoperite. Dacă cuibărește într-un copac, poate folosi cuiburile existente ale altor păsări de pradă, cum ar fi codalbul, acvila de câmp sau vulturul negru. Ambii parteneri sunt implicați în construirea cuibului. Diametrul exterior al cuibului este de aproximativ 50-92 cm, iar înălțimea ajunge la 15 cm. Femela depune 1, rareori 2 ouă de aproximativ 90×70 mm. Culoarea ouălor este de obicei albă, uneori cu pete maro ruginii pe unul dintre capete. De obicei are un singur rând de pui pe an, dar dacă primul pui moare prematur, poate depune alt ou. Masculul și femela stau pe rând pe ouă, iar perioada de incubație este în medie de 57 de zile. După părăsirea cuibului, părinții continuă să îi ajute să caute hrană încă 3-4 luni, după care devin independenți. În sălbăticie, vulturul sur trăiește până la vârsta maximă de 35 de ani. În captivitate, poate trăi până la 41 de ani.

## Galerie

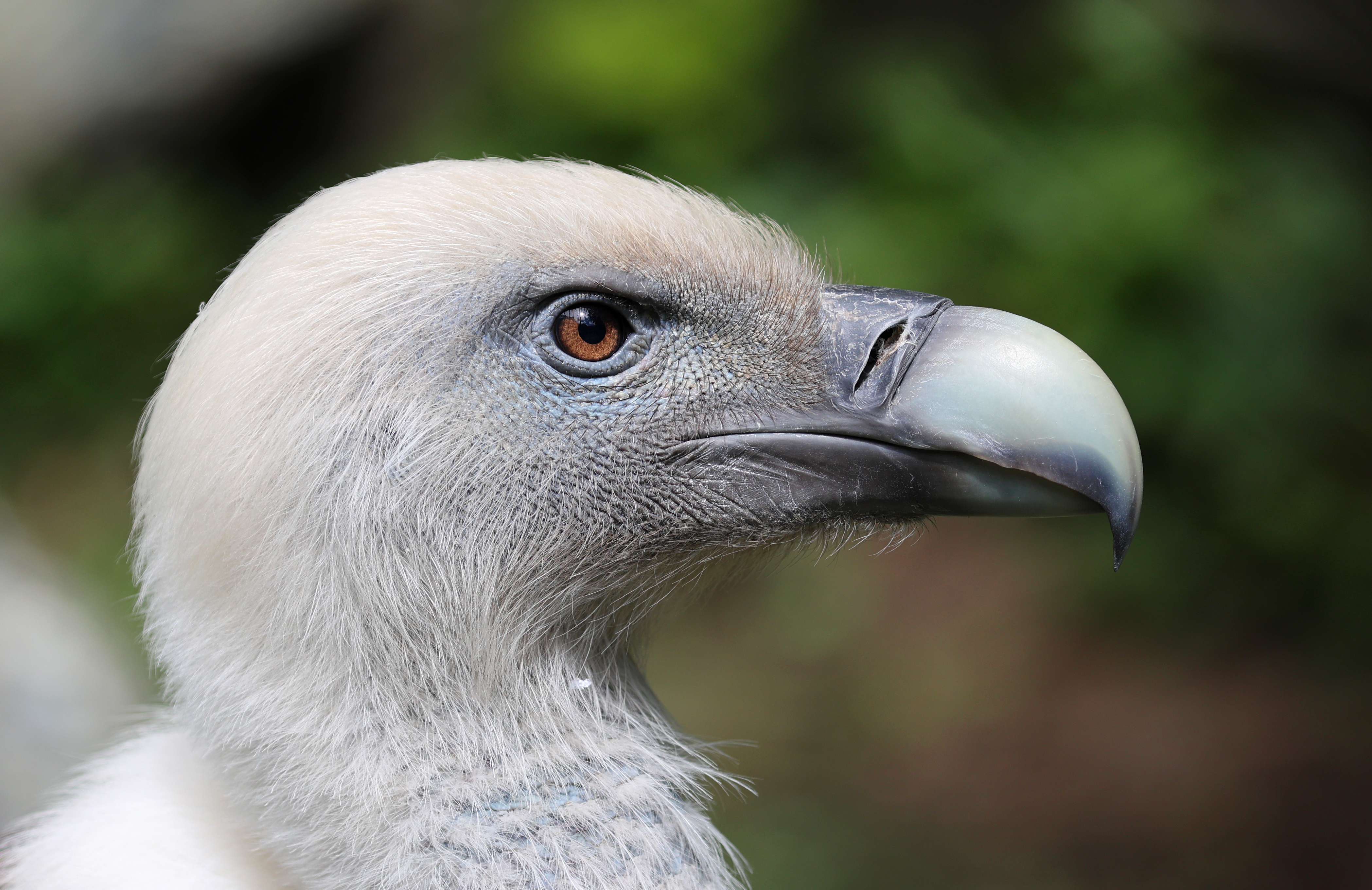
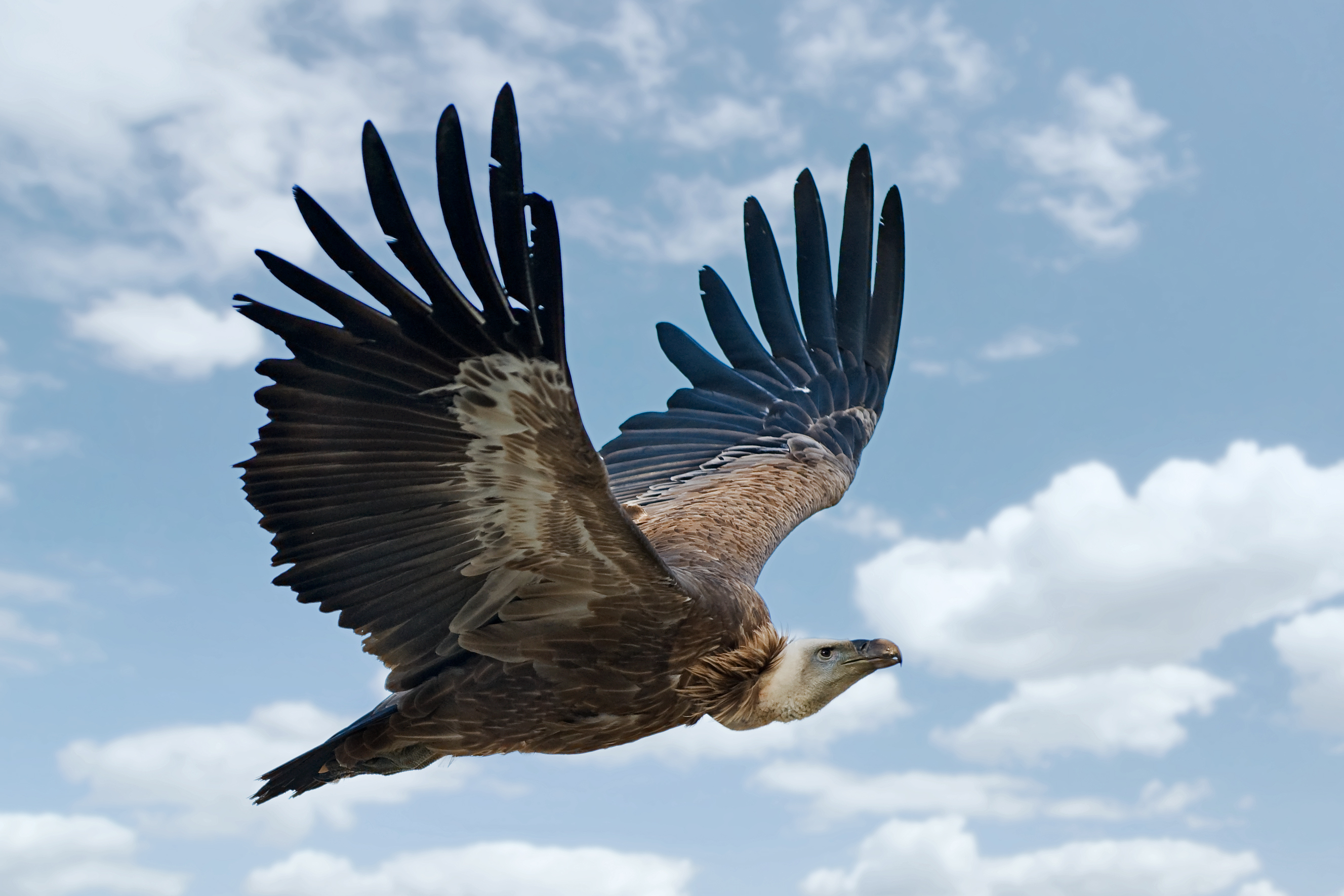
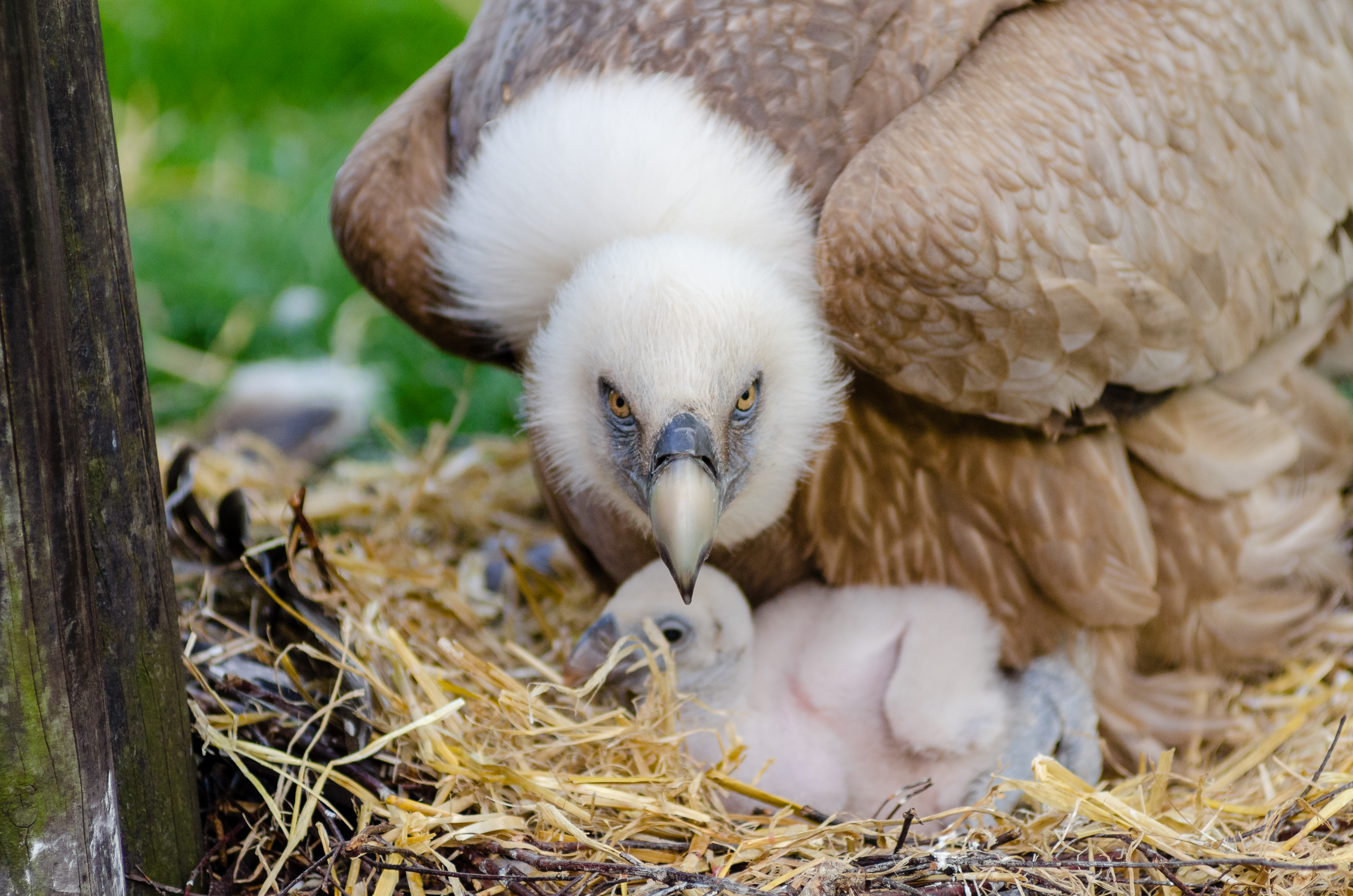